# Удмуртське Кізеково
Удму́ртське Кізе́ково (рос. Удмуртское Кизеково) — присілок у складі Алнаського району Удмуртії, Росія.

## Населення
Населення — 131 особа (2010; 153 в 2002).
Національний склад станом на 2002 рік:
- удмурти — 96 %

## Урбаноніми[3]
- вулиці — Борисова, Польова
- провулки — Березовий, Болотний, Лучний